# Roberto Di Matteo
Roberto Di Matteo (roˈbɛrto di matˈtɛːo; nascut el 29 de maig de 1970) és un exfutbolista professional italià i actualment entrenador de futbol.